# Ronny Johnsen
Jean Ronny Johnsen (Sandefjord, 10 giugno 1969) è un allenatore di calcio ed ex calciatore norvegese, di ruolo difensore.

## Caratteristiche tecniche
Nato come attaccante, col tempo divenne un difensore centrale.

## Carriera

### Club

#### Eik-Tønsberg
Johnsen giocò per l'Eik-Tønsberg a partire dal 1987. Rimase in squadra per cinque stagioni, totalizzando 98 presenze e 24 reti in campionato con questa maglia. Per tutto il quinquennio, l'Eik-Tønsberg militò nel secondo livello calcistico norvegese.

#### Lyn Oslo
Nel 1992, Johnsen venne ingaggiato dal Lyn Oslo, formazione dell'Eliteserien. Esordì nella massima divisione locale in data 26 aprile, schierato titolare nella sconfitta per 2-0 sul campo del Rosenborg. Il 16 maggio successivo realizzò la prima rete, nella vittoria per 3-1 sul Lillestrøm.
Rimase in forza al Lyn Oslo per due anni mezzo, anche a seguito della retrocessione in 1. divisjon del campionato 1993. Johnsen restò in squadra fino all'estate 1994, totalizzando complessivamente 43 presenze con questa casacca, con 11 reti all'attivo.

#### Lillestrøm e Beşiktaş
Johnsen venne così ingaggiato dal Lillestrøm. Debuttò in squadra il 24 luglio 1994, schierato titolare nella vittoria casalinga per 4-0 sul Tromsø. Il 27 luglio trovò la prima rete, che sancì il successo per 1-0 sul Vålerenga. L'esperienza con i kanarifuglene durò circa un anno, poiché a luglio 1995 venne ingaggiato dai turchi del Beşiktaş.
Giocò per il Beşiktaş per tutto il campionato 1995-1996, chiuso al terzo posto in classifica. Nello stesso anno, la sua squadra partecipò alla Champions League, ma non superò il turno preliminare, venendo eliminato dal Rosenborg.

#### Manchester United
Nel 1996, gli inglesi del Manchester United lo ingaggiarono in cambio di 1.200.000 sterline. Dopo essere stato in panchina nel Charity Shield, debuttò in Premier League in data 17 agosto 1996, subentrando a Nicky Butt nella vittoria per 0-3 sul campo del Wimbledon. Disputò 42 partite tra tutte le competizioni nel corso del primo anno al Manchester United, coronando l'annata con la vittoria del campionato.
Questo successo consentì la partecipazione della sua squadra al Charity Shield 1997, contro il Chelsea: lo United pareggiò la partita per 1-1, con Johnsen che siglò il gol in favore dei Red Devils, primo con questa maglia. Il Manchester United ebbe la meglio ai tiri di rigore. Il 28 marzo 1998 realizzò la prima rete in Premier League, nella vittoria per 2-0 sul Wimbledon.
L'anno successivo, contribuì al successo finale nella Champions League 1998-1999: la formazione inglese vinse per 2-1 contro il Bayern Monaco, nei minuti di recupero della partita. A questo risultato, si aggiunsero le vittorie in campionato e nella FA Cup, che consentirono al Manchester United di realizzare il treble.
Dal 1996 al 2002, Ronny Johnsen totalizzò complessivamente 150 presenze con la maglia dei Red Devils, mettendo a referto 9 reti.

#### Aston Villa e Newcastle
Nel 2002, passò all'Aston Villa a parametro zero. Debuttò per i Villans in data 11 settembre 2002, schierato titolare nella vittoria casalinga per 2-0 sul Charlton. Il 7 febbraio 2014 realizzò la prima (e unica) rete con questa maglia, nella vittoria per 2-0 sul Leeds.
Chiuso il biennio in maglia claret and blue, Johnsen venne ingaggiato dal Newcastle. Disputò il primo incontro in Premier League in data 14 novembre 2004, quando fu titolare nella sconfitta casalinga per 1-3 contro la sua ex squadra del Manchester United.

#### Vålerenga
Nonostante i propositi di ritiro, tornò sui suoi passi e firmò per il Vålerenga, tornando così a calcare i campi dell'Eliteserien. Esordì con questa maglia il 10 aprile 2005, schierato titolare nella sconfitta per 3-1 sul campo dello HamKam. Il 24 aprile successivo realizzò la prima rete in squadra, nella vittoria per 1-3 sul campo del Molde. Contribuì alla vittoria del campionato 2005.
Il 12 gennaio 2007, si aggregò al Vålerenga per cominciare la preparazione in vista della nuova stagione, rinnovando così il suo contratto per un'ulteriore annata. Il 26 marzo 2008, rinnovò il contratto che lo legava al Vålerenga per un altro anno. Il 2 novembre successivo disputò l'ultima partita della sua carriera, persa per 0-1 contro il Brann: terminata la sfida, annunciò infatti l'addio all'attività agonistica.

### Nazionale
Johnsen giocò 62 partite per la Norvegia, con 3 reti all'attivo. Esordì l'8 agosto 1991, subentrando a Gunnar Halle nella sconfitta in amichevole per 1-2 contro la Svezia. Il 13 ottobre 1993 realizzò la prima rete, nella vittoria per 0-3 contro la Polonia, a Poznań. Fece parte della squadra che partecipò al campionato del mondo 1998: giocò tutte le quattro partite disputate dalla Norvegia nella competizione.

## Statistiche

### Presenze e reti nei club
| Stagione                 | Squadra                  | Campionato               | Campionato | Campionato | Coppe nazionali | Coppe nazionali | Coppe nazionali | Coppe continentali | Coppe continentali | Coppe continentali | Altre coppe | Altre coppe | Altre coppe | Totale | Totale |
| Stagione                 | Squadra                  | Comp                     | Pres       | Reti       | Comp            | Pres            | Reti            | Comp               | Pres               | Reti               | Comp        | Pres        | Reti        | Pres   | Reti   |
| ------------------------ | ------------------------ | ------------------------ | ---------- | ---------- | --------------- | --------------- | --------------- | ------------------ | ------------------ | ------------------ | ----------- | ----------- | ----------- | ------ | ------ |
| 1987                     | Eik-Tønsberg             | 2D                       | 15         | 0          | CN              | ?               | ?               | -                  | -                  | -                  | -           | -           | -           | 15+    | 0+     |
| 1988                     | Eik-Tønsberg             | 2D                       | 15         | 2          | CN              | ?               | ?               | -                  | -                  | -                  | -           | -           | -           | 15+    | 2+     |
| 1989                     | Eik-Tønsberg             | 2D                       | 16         | 7          | CN              | ?               | ?               | -                  | -                  | -                  | -           | -           | -           | 16+    | 7+     |
| 1990                     | Eik-Tønsberg             | 2D                       | 27         | 9          | CN              | ?               | ?               | -                  | -                  | -                  | -           | -           | -           | 27+    | 9+     |
| 1991                     | Eik-Tønsberg             | 1D                       | 25         | 6          | CN              | ?               | ?               | -                  | -                  | -                  | -           | -           | -           | 25+    | 6+     |
| Totale Eik-Tønsberg      | Totale Eik-Tønsberg      | Totale Eik-Tønsberg      | 98         | 24         |                 | ?               | ?               |                    | -                  | -                  |             | -           | -           | 98+    | 24+    |
| 1992                     | Lyn Oslo                 | ES                       | 12         | 1          | CN              | 3               | 3               | -                  | -                  | -                  | -           | -           | -           | 15     | 4      |
| 1993                     | Lyn Oslo                 | ES                       | 19         | 0          | CN              | 0               | 0               | -                  | -                  | -                  | -           | -           | -           | 19     | 0      |
| gen.-lug. 1994           | Lyn Oslo                 | 1D                       | 7          | 3          | CN              | 2               | 1               | -                  | -                  | -                  | -           | -           | -           | 9      | 4      |
| Totale Lyn Oslo          | Totale Lyn Oslo          | Totale Lyn Oslo          | 38         | 7          |                 | 5               | 4               |                    | -                  | -                  |             | -           | -           | 43     | 11     |
| lug.-dic. 1994           | Lillestrøm               | ES                       | 10         | 2          | CN              | ?               | ?               | -                  | -                  | -                  | -           | -           | -           | 10+    | 2+     |
| gen.-lug. 1995           | Lillestrøm               | ES                       | 13         | 1          | CN              | ?               | ?               | -                  | -                  | -                  | -           | -           | -           | 13+    | 1+     |
| Totale Lillestrøm        | Totale Lillestrøm        | Totale Lillestrøm        | 23         | 3          |                 | ?               | ?               |                    | -                  | -                  |             | -           | -           | 23+    | 3+     |
| 1995-1996                | Beşiktaş                 | 1L                       | 22         | 1          | CT              | ?               | ?               | UCL                | 2                  | 0                  | -           | -           | -           | 24+    | 1+     |
| 1996-1997                | Manchester United        | PL                       | 31         | 0          | FACup+CdL       | 2+0             | 0               | UCL                | 9                  | 0                  | CS          | 0           | 0           | 42     | 0      |
| 1997-1998                | Manchester United        | PL                       | 22         | 2          | FACup+CdL       | 3+1             | 1+0             | UCL                | 5                  | 0                  | CS          | 1           | 1           | 32     | 4      |
| 1998-1999                | Manchester United        | PL                       | 22         | 3          | FACup+CdL       | 5+1             | 0               | UCL                | 8                  | 0                  | CS          | 1           | 0           | 37     | 3      |
| 1999-2000                | Manchester United        | PL                       | 3          | 0          | FACup+CdL       | 0               | 0               | UCL                | 0                  | 0                  | CS+SU+CInt  | 0           | 0           | 3      | 0      |
| 2000-2001                | Manchester United        | PL                       | 11         | 1          | FACup+CdL       | 0+1             | 0               | UCL                | 4                  | 0                  | CS          | 1           | 0           | 17     | 1      |
| 2001-2002                | Manchester United        | PL                       | 10         | 1          | FACup+CdL       | 0               | 0               | UCL                | 9                  | 0                  | CS          | 0           | 0           | 19     | 1      |
| Totale Manchester United | Totale Manchester United | Totale Manchester United | 99         | 7          |                 | 10+3            | 1+0             |                    | 35                 | 0                  |             | 3           | 1           | 150    | 9      |
| 2002-2003                | Aston Villa              | PL                       | 26         | 0          | FACup+CdL       | 0+3             | 0               | -                  | -                  | -                  | -           | -           | -           | 29     | 0      |
| 2003-2004                | Aston Villa              | PL                       | 23         | 1          | FACup+CdL       | 1+3             | 0               | -                  | -                  | -                  | -           | -           | -           | 27     | 1      |
| Totale Aston Villa       | Totale Aston Villa       | Totale Aston Villa       | 49         | 1          |                 | 7               | 0               |                    | -                  | -                  |             | -           | -           | 56     | 1      |
| set.-dic. 2004           | Newcastle                | PL                       | 3          | 0          | FACup+CdL       | 0+2             | 0               | -                  | -                  | -                  | -           | -           | -           | 5      | 0      |
| 2005                     | Vålerenga                | ES                       | 23         | 1          | CN              | 3               | 0               | UCL                | 3                  | 0                  | -           | -           | -           | 29     | 1      |
| 2006                     | Vålerenga                | ES                       | 19         | 3          | CN              | 1               | 0               | UCL                | 2                  | 0                  | -           | -           | -           | 20     | 3      |
| 2007                     | Vålerenga                | ES                       | 17         | 2          | CN              | 0               | 0               | CU                 | 6                  | 0                  | -           | -           | -           | 23     | 2      |
| 2008                     | Vålerenga                | ES                       | 6          | 0          | CN              | 2               | 0               | -                  | -                  | -                  | -           | -           | -           | 8      | 0      |
| Totale Vålerenga         | Totale Vålerenga         | Totale Vålerenga         | 65         | 6          |                 | 6               | 0               |                    | 11                 | 0                  |             | -           | -           | 82     | 6      |
| Totale carriera          | Totale carriera          | Totale carriera          | 397        | 49         |                 | ?               | ?               |                    | ?                  | ?                  |             | 3           | 1           | ?      | ?      |

### Cronologia presenze e reti in nazionale
| Cronologia completa delle presenze e delle reti in nazionale ― Norvegia | Cronologia completa delle presenze e delle reti in nazionale ― Norvegia | Cronologia completa delle presenze e delle reti in nazionale ― Norvegia | Cronologia completa delle presenze e delle reti in nazionale ― Norvegia | Cronologia completa delle presenze e delle reti in nazionale ― Norvegia | Cronologia completa delle presenze e delle reti in nazionale ― Norvegia | Cronologia completa delle presenze e delle reti in nazionale ― Norvegia | Cronologia completa delle presenze e delle reti in nazionale ― Norvegia |
| Data                                                                    | Città                                                                   | In casa                                                                 | Risultato                                                               | Ospiti                                                                  | Competizione                                                            | Reti                                                                    | Note                                                                    |
| ----------------------------------------------------------------------- | ----------------------------------------------------------------------- | ----------------------------------------------------------------------- | ----------------------------------------------------------------------- | ----------------------------------------------------------------------- | ----------------------------------------------------------------------- | ----------------------------------------------------------------------- | ----------------------------------------------------------------------- |
| 8-8-1991                                                                | Oslo                                                                    | Norvegia                                                                | 1 – 2                                                                   | Svezia                                                                  | Amichevole                                                              | -                                                                       |                                                                         |
| 25-9-1991                                                               | Oslo                                                                    | Norvegia                                                                | 2 – 3                                                                   | Cecoslovacchia                                                          | Amichevole                                                              | -                                                                       |                                                                         |
| 13-11-1991                                                              | Genova                                                                  | Italia                                                                  | 1 – 1                                                                   | Norvegia                                                                | Qual. Euro 1992                                                         | -                                                                       |                                                                         |
| 4-2-1992                                                                | Hamilton                                                                | Bermuda                                                                 | 1 – 3                                                                   | Norvegia                                                                | Amichevole                                                              | -                                                                       |                                                                         |
| 9-6-1993                                                                | Rotterdam                                                               | Paesi Bassi                                                             | 0 – 0                                                                   | Norvegia                                                                | Qual. Mondiali 1994                                                     | -                                                                       |                                                                         |
| 13-10-1993                                                              | Poznań                                                                  | Polonia                                                                 | 0 – 3                                                                   | Norvegia                                                                | Qual. Mondiali 1994                                                     | 1                                                                       |                                                                         |
| 10-11-1993                                                              | Istanbul                                                                | Turchia                                                                 | 2 – 1                                                                   | Norvegia                                                                | Qual. Mondiali 1994                                                     | -                                                                       |                                                                         |
| 15-1-1994                                                               | Phoenix                                                                 | Stati Uniti                                                             | 2 – 1                                                                   | Norvegia                                                                | Amichevole                                                              | -                                                                       |                                                                         |
| 19-1-1994                                                               | San Diego                                                               | Norvegia                                                                | 0 – 0                                                                   | Costa Rica                                                              | Amichevole                                                              | -                                                                       |                                                                         |
| 16-11-1994                                                              | Minsk                                                                   | Bielorussia                                                             | 0 – 4                                                                   | Norvegia                                                                | Qual. Euro 1996                                                         | -                                                                       |                                                                         |
| 14-12-1994                                                              | Ta' Qali                                                                | Malta                                                                   | 0 – 1                                                                   | Norvegia                                                                | Qual. Euro 1996                                                         | -                                                                       |                                                                         |
| 6-2-1995                                                                | Larnaca                                                                 | Norvegia                                                                | 7 – 0                                                                   | Estonia                                                                 | Amichevole                                                              | -                                                                       |                                                                         |
| 8-2-1995                                                                | Nicosia                                                                 | Cipro                                                                   | 0 – 2                                                                   | Norvegia                                                                | Amichevole                                                              | -                                                                       |                                                                         |
| 29-3-1995                                                               | Lussemburgo                                                             | Lussemburgo                                                             | 0 – 2                                                                   | Norvegia                                                                | Qual. Euro 1996                                                         | -                                                                       |                                                                         |
| 26-4-1995                                                               | Oslo                                                                    | Norvegia                                                                | 5 – 0                                                                   | Lussemburgo                                                             | Qual. Euro 1996                                                         | -                                                                       |                                                                         |
| 25-5-1995                                                               | Oslo                                                                    | Norvegia                                                                | 3 – 2                                                                   | Ghana                                                                   | Amichevole                                                              | -                                                                       |                                                                         |
| 7-6-1995                                                                | Oslo                                                                    | Norvegia                                                                | 2 – 0                                                                   | Malta                                                                   | Qual. Euro 1996                                                         | -                                                                       |                                                                         |
| 22-7-1995                                                               | Oslo                                                                    | Norvegia                                                                | 0 – 0                                                                   | Francia                                                                 | Amichevole                                                              | -                                                                       |                                                                         |
| 16-8-1995                                                               | Oslo                                                                    | Norvegia                                                                | 1 – 1                                                                   | Rep. Ceca                                                               | Qual. Euro 1996                                                         | -                                                                       |                                                                         |
| 6-9-1995                                                                | Praga                                                                   | Rep. Ceca                                                               | 2 – 0                                                                   | Norvegia                                                                | Qual. Euro 1996                                                         | -                                                                       |                                                                         |
| 1-9-1996                                                                | Oslo                                                                    | Norvegia                                                                | 1 – 0                                                                   | Georgia                                                                 | Amichevole                                                              | -                                                                       |                                                                         |
| 9-10-1996                                                               | Oslo                                                                    | Norvegia                                                                | 3 – 0                                                                   | Ungheria                                                                | Qual. Mondiali 1998                                                     | -                                                                       |                                                                         |
| 10-11-1996                                                              | Berna                                                                   | Svizzera                                                                | 0 – 1                                                                   | Norvegia                                                                | Qual. Mondiali 1998                                                     | -                                                                       |                                                                         |
| 29-3-1997                                                               | Dubai                                                                   | Emirati Arabi Uniti                                                     | 1 – 4                                                                   | Norvegia                                                                | Amichevole                                                              | -                                                                       |                                                                         |
| 30-4-1997                                                               | Oslo                                                                    | Norvegia                                                                | 1 – 1                                                                   | Finlandia                                                               | Qual. Mondiali 1998                                                     | -                                                                       |                                                                         |
| 30-5-1997                                                               | Oslo                                                                    | Norvegia                                                                | 4 – 2                                                                   | Brasile                                                                 | Amichevole                                                              | -                                                                       |                                                                         |
| 8-6-1997                                                                | Budapest                                                                | Ungheria                                                                | 1 – 1                                                                   | Norvegia                                                                | Qual. Mondiali 1998                                                     | -                                                                       |                                                                         |
| 8-10-1997                                                               | Oslo                                                                    | Norvegia                                                                | 0 – 0                                                                   | Colombia                                                                | Amichevole                                                              | -                                                                       |                                                                         |
| 20-5-1998                                                               | Oslo                                                                    | Norvegia                                                                | 5 – 2                                                                   | Messico                                                                 | Amichevole                                                              | 1                                                                       |                                                                         |
| 27-5-1998                                                               | Molde                                                                   | Norvegia                                                                | 6 – 0                                                                   | Arabia Saudita                                                          | Amichevole                                                              | -                                                                       |                                                                         |
| 10-6-1998                                                               | Montpellier                                                             | Norvegia                                                                | 2 – 2                                                                   | Marocco                                                                 | Mondiali 1998 - 1º turno                                                | -                                                                       |                                                                         |
| 16-6-1998                                                               | Bordeaux                                                                | Norvegia                                                                | 1 – 1                                                                   | Scozia                                                                  | Mondiali 1998 - 1º turno                                                | -                                                                       |                                                                         |
| 23-6-1998                                                               | Marsiglia                                                               | Norvegia                                                                | 2 – 1                                                                   | Brasile                                                                 | Mondiali 1998 - 1º turno                                                | -                                                                       |                                                                         |
| 27-6-1998                                                               | Marsiglia                                                               | Norvegia                                                                | 0 – 1                                                                   | Italia                                                                  | Mondiali 1998 - Ottavi di finale                                        | -                                                                       |                                                                         |
| 19-8-1998                                                               | Oslo                                                                    | Norvegia                                                                | 0 – 0                                                                   | Romania                                                                 | Amichevole                                                              | -                                                                       |                                                                         |
| 6-9-1998                                                                | Oslo                                                                    | Norvegia                                                                | 1 – 3                                                                   | Lettonia                                                                | Qual. Euro 2000                                                         | -                                                                       |                                                                         |
| 10-2-1999                                                               | Pisa                                                                    | Italia                                                                  | 0 – 0                                                                   | Norvegia                                                                | Amichevole                                                              | -                                                                       |                                                                         |
| 27-3-1999                                                               | Atene                                                                   | Grecia                                                                  | 0 – 2                                                                   | Norvegia                                                                | Qual. Euro 2000                                                         | -                                                                       |                                                                         |
| 7-10-2000                                                               | Cardiff                                                                 | Galles                                                                  | 1 – 1                                                                   | Norvegia                                                                | Qual. Mondiali 2002                                                     | -                                                                       |                                                                         |
| 11-10-2000                                                              | Oslo                                                                    | Norvegia                                                                | 0 – 1                                                                   | Ucraina                                                                 | Qual. Mondiali 2002                                                     | -                                                                       |                                                                         |
| 1-9-2001                                                                | Chorzów                                                                 | Polonia                                                                 | 3 – 0                                                                   | Norvegia                                                                | Qual. Mondiali 2002                                                     | -                                                                       |                                                                         |
| 5-9-2001                                                                | Oslo                                                                    | Norvegia                                                                | 3 – 2                                                                   | Galles                                                                  | Qual. Mondiali 2002                                                     | 1                                                                       |                                                                         |
| 6-10-2001                                                               | Erevan                                                                  | Armenia                                                                 | 1 – 4                                                                   | Norvegia                                                                | Qual. Mondiali 2002                                                     | -                                                                       | cap.                                                                    |
| 14-5-2002                                                               | Oslo                                                                    | Norvegia                                                                | 3 – 0                                                                   | Giappone                                                                | Amichevole                                                              | -                                                                       |                                                                         |
| 22-5-2002                                                               | Bodø                                                                    | Norvegia                                                                | 1 – 1                                                                   | Islanda                                                                 | Amichevole                                                              | -                                                                       |                                                                         |
| 21-8-2002                                                               | Oslo                                                                    | Norvegia                                                                | 0 – 1                                                                   | Paesi Bassi                                                             | Amichevole                                                              | -                                                                       |                                                                         |
| 7-9-2002                                                                | Oslo                                                                    | Norvegia                                                                | 2 – 2                                                                   | Danimarca                                                               | Qual. Euro 2004                                                         | -                                                                       |                                                                         |
| 12-2-2003                                                               | Candia                                                                  | Grecia                                                                  | 1 – 0                                                                   | Paesi Bassi                                                             | Amichevole                                                              | -                                                                       |                                                                         |
| 2-4-2003                                                                | Lussemburgo                                                             | Lussemburgo                                                             | 0 – 2                                                                   | Norvegia                                                                | Qual. Euro 2004                                                         | -                                                                       |                                                                         |
| 30-4-2003                                                               | Dublino                                                                 | Irlanda                                                                 | 1 – 0                                                                   | Norvegia                                                                | Amichevole                                                              | -                                                                       | cap.                                                                    |
| 22-5-2003                                                               | Oslo                                                                    | Norvegia                                                                | 2 – 0                                                                   | Finlandia                                                               | Amichevole                                                              | -                                                                       |                                                                         |
| 7-6-2003                                                                | Copenaghen                                                              | Danimarca                                                               | 1 – 0                                                                   | Norvegia                                                                | Qual. Euro 2004                                                         | -                                                                       |                                                                         |
| 11-6-2003                                                               | Oslo                                                                    | Norvegia                                                                | 1 – 1                                                                   | Romania                                                                 | Qual. Euro 2004                                                         | -                                                                       |                                                                         |
| 20-8-2003                                                               | Oslo                                                                    | Norvegia                                                                | 0 – 0                                                                   | Scozia                                                                  | Amichevole                                                              | -                                                                       |                                                                         |
| 6-9-2003                                                                | Zenica                                                                  | Bosnia ed Erzegovina                                                    | 1 – 0                                                                   | Norvegia                                                                | Qual. Euro 2004                                                         | -                                                                       |                                                                         |
| 19-11-2003                                                              | Oslo                                                                    | Norvegia                                                                | 0 – 3                                                                   | Spagna                                                                  | Qual. Euro 2004                                                         | -                                                                       |                                                                         |
| 18-2-2004                                                               | Belfast                                                                 | Irlanda del Nord                                                        | 1 – 4                                                                   | Norvegia                                                                | Amichevole                                                              | -                                                                       | cap.                                                                    |
| 27-5-2004                                                               | Oslo                                                                    | Norvegia                                                                | 0 – 0                                                                   | Galles                                                                  | Amichevole                                                              | -                                                                       |                                                                         |
| 22-8-2007                                                               | Oslo                                                                    | Norvegia                                                                | 2 – 1                                                                   | Argentina                                                               | Amichevole                                                              | -                                                                       |                                                                         |
| Totale                                                                  |                                                                         | Presenze                                                                | 62                                                                      |                                                                         | Reti                                                                    | 3                                                                       |                                                                         |

## Palmarès

### Club

#### Competizioni nazionali
- Campionato inglese: 4

Manchester United: 1996-1997, 1998-1999, 1999-2000, 2000-2001
- Coppa d'Inghilterra: 1

Manchester United: 1998-1999
- Charity Shield: 2

Manchester United: 1996, 1997
- Campionato norvegese: 1

Vålerenga: 2005

#### Competizioni internazionali
- UEFA Champions League: 1

Manchester United: 1998-1999
- Coppa Intercontinentale: 1

Manchester United: 1999

### Individuale
- Gullklokka

1996